# Subjel
Subjel (en serbe cyrillique : Субјел) est un village de Serbie situé dans la municipalité de Kosjerić, district de Zlatibor. Au recensement de 2011, il comptait 179 habitants.

## Démographie
| 1948 | 1953 | 1961 | 1971 | 1981 | 1991 | 2002 | 2011 |
| ---- | ---- | ---- | ---- | ---- | ---- | ---- | ---- |
| 443  | 443  | 404  | 364  | 308  | 256  | 219  | 179  |

|  |